# アルツール・ベテルビエフ
アルツール・ベテルビエフ（Artur Beterbiev、チェチェン語: Бетербиев Артур、ロシア語: Артур Бетербиев、チェチェン語: Арту́р Бетерби́ев、1985年1月21日 - ）は、カナダのプロボクサー。ダゲスタン共和国ハサヴユルト出身。元WBAスーパー・WBC・IBF ・WBO世界ライトヘビー級統一王者。
トレーナーはマーク・ラムジー。

## 来歴

### アマチュア時代
ベテルビエフはアマチュア時代ライトヘビー級とヘビー級の2つの階級でキャリアを進めていた。
2006年、ブルガリア・プロヴディフで行われたヨーロッパアマチュアボクシング選手権にライトヘビー級(81 kg)で出場し金メダルを獲得した。
2007年、ロシア選手権にライトヘビー級で出場し準決勝でセルゲイ・コバレフを破り優勝した。同年、シカゴで行われたAIBA世界ボクシング選手権決勝でアボス・アトエフに敗れ銀メダルを獲得した。
2008年、北京オリンピックにライトヘビー級(81 kg)で出場するも2回戦で張小平に敗れ敗退した。
2009年、ミラノで行われた世界選手権にライトヘビー級(81 kg)で出場し金メダルを獲得した。
2011年、バクーで行われた世界選手権にヘビー級(91 kg)で出場し準々決勝でオレクサンドル・ウシクに敗れ敗退した。
2012年、ロンドンオリンピックにヘビー級(91 kg)で出場するも準々決勝でまたしてもウシクに敗れ敗退した。

### プロ時代
2013年5月22日、ベテルビエフはカナダのモントリオールに拠点を移してGYM・ボクシングとアドバイザーのアル・ヘイモンと契約を交わす。
2013年7月8日、モントリオールのベル・センターにてプロデビュー戦でクリスチャン・クルスを2回TKOで破る。
2014年9月27日、ベル・センターにおいて元IBF世界ライトヘビー級王者タボリス・クラウドとNABA北米ライトヘビー級王座決定戦を行い2回KOで下し初のタイトル獲得となった。
2014年12月19日、ケベック・シティーのコリシー・ペプシにおいてジェフ・ページ・ジュニアとNABO北米ライトヘビー級王座決定戦並びにIBF北米ライトヘビー級王座決定戦を行い、2回TKOで下しNABA王座防衛、IBF北米王座とNABO王座を獲得した。
2015年4月5日、コリシー・ペプシにおいて元WBA世界ライトヘビー級王者ガブリエル・カンピージョを4回KOで下しIBF北米王座を防衛した。
2017年7月19日、IBFは、WBA・IBF・WBO世界ライトヘビー級スーパー王者アンドレ・ウォードへの挑戦者決定戦で、エンリコ・コーリングとの対戦を発令、同月26日入札が行われ、ベテルビエフと係争中のGYM・プロモーションズは入札に参加をせず、コーリングを擁するザウアーランド・イベントが落札濃厚とみられていたが、トップランク社が入札に参加して開催権を315,000ドル（約3500万円）で落札した。
同年9月27日、アンドレ・ウォードが引退した為、IBFはベテルビエフとエンリコ・コーリングとで行われることになっていたIBF世界ライトヘビー級挑戦者決定戦を王座決定戦に昇格したことを発表した。
同年11月11日、カリフォルニア州フレズノののセーブ・マート・センターにおいてホセ・カルロス・ラミレスVSマイク・リードの前座でエンリコ・コーリングとIBF世界ライトヘビー級王座決定戦を行い、ベテルビエフが12回2分33秒KO勝ちを収め王座を獲得した。
2018年6月8日、ベテルビエフがトップランク社への移籍を計画し、GYM・ボクシングのイボン・ミシェルが契約違反をしたので契約は無効であると主張し起こしていた訴訟で、裁判所はイボン・ミシェルとの2021年までの契約は有効であるとして、ベテルビエフ敗訴の判決を下した。
2018年7月18日、エディー・ハーンのマッチルーム・スポーツ・USAと3試合契約した。
2018年10月6日、シカゴのウィンサルト・アリーナにてジェシー・バルガスvsトーマス・デュロルメの前座でIBF世界ライトヘビー級7位のカラム・ジョンソンと対戦し、4回TKO勝ちを収め初防衛に成功した。
イボン・ミシェルとアル・ヘイモンが法廷闘争を避けるため契約を解除、フリーエージェントとなったベテルビエフはボブ・アラムのトップランク社と契約した。
2019年5月4日、カリフォルニア州ストックトンのストックトン・アリーナでIBF世界ライトヘビー級13位のラディボェ・カライジッチと対戦し、5回13秒TKO勝利し、2度目の防衛に成功した。
2019年10月18日、米フィラデルフィアのリアコウラス・センターでWBC世界ライトヘビー級王者オレクサンドル・グウォジクと王座統一戦を行い、10回2分49秒TKO勝ちを収め、IBF王座は3度目の防衛に成功、同時にWBC王座を獲得し2団体統一に成功した。
2020年3月28日、ファンロン・メンと試合が決定していたが新型コロナウイルスの影響で試合延期になった。その後にファンロン・メンがビザを取得できない問題が発生したことで対戦相手がアダム・デインズに変更された。
2020年10月23日、アダム・デインズと試合が決定していたがベテルビエフが9月12日のトレーニング中に肋骨を骨折したために試合延期になった。
2020年12月28日、アダム・デインズと2021年1月30日に対戦することが決定していたが、ベテルビエフに新型コロナウイルスの陽性が出たため試合が延期になった。
2021年3月20日、約1年5カ月ぶりとなった試合をモスクワのメガスポーツ・アリーナでIBF世界ライトヘビー級5位のアダム・デインズと対戦し、10回1分34秒TKO勝ちを収め、IBF王座は4度目、WBC王座は初防衛に成功した。
2021年9月28日、指名試合の入札が行われ、ベテルビエフを擁するトップランクが110万5000ドル（約1億2150万円）を提示し、指名挑戦者マーカス・ブラウンを擁するTGBプロモーションズが提示した100万1000ドル（約1億1000万円）を抑え興行権を落札した。ファイトマネーは落札額の10％にあたる11万500ドルが試合の勝者へのボーナスとなり、ベテルビエフが残りの70％にあたる69万6150ドル、ブラウンが30％となる29万8350ドルを受け取ることになった。
2021年12月17日、ベル・センターで元WBA世界ライトヘビー級暫定王者でWBC世界ライトヘビー級1位の指名挑戦者マーカス・ブラウンと対戦し、9回46秒KO勝ちを収め、WBC王座は2度目、IBF王座は5度目の防衛に成功した。
2022年6月18日、ニューヨークのフールー・シアターでWBO世界ライトヘビー級王者ジョー・スミス・ジュニアと3団体王座統一戦を行い、3度のダウンを奪い2回2分19秒TKO勝ちを収め、WBC王座は3度目、IBF王座は6度目の防衛に成功し、同時にWBO王座を獲得し3団体統一に成功した。
2022年10月29日、アンソニー・ヤードとの対戦が予定されていたが、8月18日にベテルビエフが怪我をしたため延期になったことが発表された。
2023年1月28日、ロンドンのウェンブリー・アリーナでWBO世界ライトヘビー級1位の指名挑戦者アンソニー・ヤードと対戦し、8回2分1秒TKO勝ちを収め、WBC王座は4度目、IBF王座は7度目、WBO王座の初防衛に成功した。
2023年3月15日、WBCよりカラム・スミスと指名試合を行うように通達された。
2023年8月19日、ケベック・シティーのビデオトロン・センターでWBC世界ライトヘビー級1位のカラム・スミスと対戦する予定だったが、ベテルビエフが顎の骨感染症の手術を受けたため延期になったことが7月30日に発表された。
2024年1月13日、ケベック・シティーのビデオトロン・センターでWBC世界ライトヘビー級1位の元WBA世界スーパーミドル級スーパー王者カラム・スミスと対戦し、7回2分TKO勝ちを収め、WBC王座は5度目、IBF王座は8度目、WBO王座は2度目の防衛に成功した。ベテルビエフは2023年12月6日に両陣営の要請によりVADAによって行われたドーピング検査でヒト成長ホルモン（HGH）と5D-アンドロスタンジオール（テストステロン）の上昇が見つかり検査結果が「異常な所見」となったが、追加の検査が行われ全て陰性だったため試合が行われた。

### vs. ビボル・4団体統一王者
2024年5月3日、6月1日にサウジアラビア・リヤドでWBA世界ライトヘビー級スーパー王者ディミトリー・ビボルと4団体王座統一戦を行う予定だったが、ベテルビエフが半月板を損傷したため試合が延期されることがに発表された。
2024年6月1日、イベントの主催者であるサウジアラビア娯楽庁のトゥルキ・アラルシク長官が、延期となっていたビボルとの4団体王座統一戦が10月12日にサウジアラビア・リヤドで行われることを発表した。
2024年10月12日、サウジアラビア・リヤドのキングダム・アリーナでWBA世界ライトヘビー級スーパー王者ディミトリー・ビボルと4団体王座統一戦を行い、12回2-0（114-114、115-113、116-112）の判定勝ちを収め、ライトヘビー級初の主要4団体王座統一に成功した。

### vs. ビボル第2戦
2025年2月22日、サウジアラビア・リヤドのザ・ヴェニューで元WBA世界ライトヘビー級スーパー王者のディミトリー・ビボルとダイレクトリマッチで再戦し、12回0-2の判定負けを喫し主要4団体の王座から陥落した。しかし、会場が前戦のキングダム・アリーナから8千人規模のザ・ヴェニューに縮小され、アメリカでのPPVの販売件数が4万5千件となるなど興行的には苦戦した。
2025年11月22日、サウジアラビア・リヤドでWBA世界ライトヘビー級11位のデオン・ニコルソンと対戦する予定。当初はロシアで世界同級4団体統一王者のディミトリー・ビボルとのラバーマッチを予定し交渉を進めていたものの、ベテルビエフ陣営がビボル陣営の対応を批判し、ニコルソンとの対戦を優先した。

## 戦績
- アマチュアボクシング：106戦 96勝 10敗
- プロボクシング：22戦 21勝 (20KO) 1敗

| 戦           | 日付           | 勝敗 | 時間     | 内容    | 対戦相手                         | 国籍           | 備考 |
| ------------ | -------------- | ---- | -------- | ------- | -------------------------------- | -------------- | --- |
| 1            | 2013年6月8日   | ☆    | 2R 2:21  | TKO     | クリスチャン・クルス             | アメリカ合衆国 | プロデビュー戦                                                                                               |
| 2            | 2013年9月28日  | ☆    | 3R 終了  | TKO     | ライコ・ソーンダース             | アメリカ合衆国 | |
| 3            | 2013年11月30日 | ☆    | 1R 2:49  | KO      | ビリー・ベイリー                 | アメリカ合衆国 | |
| 4            | 2014年1月18日  | ☆    | 4R 2:44  | TKO     | ガブリエル・エクロニエル         | フランス       | |
| 5            | 2014年8月22日  | ☆    | 1R 2:38  | TKO     | アルバロ・エンリケス             | メキシコ       | |
| 6            | 2014年9月27日  | ☆    | 2R 0:38  | KO      | タボリス・クラウド               | アメリカ合衆国 | NABA北米ライトヘビー級王座決定戦                                                                             |
| 7            | 2014年12月19日 | ☆    | 2R 2:21  | TKO     | ジェフ・ページ・ジュニア         | アメリカ合衆国 | NABO・IBF北米ライトヘビー級王座決定戦 NABA防衛1                                                              |
| 8            | 2015年4月5日   | ☆    | 4R 0:37  | KO      | ガブリエル・カンピージョ         | スペイン       | IBF北米防衛1                                                                                                 |
| 9            | 2015年6月12日  | ☆    | 7R 1:38  | TKO     | アレクサンダー・ジョンソン       | アメリカ合衆国 | WBOインターナショナルライトヘビー級王座決定戦 NABA防衛2                                                      |
| 10           | 2016年6月4日   | ☆    | 4R 0:54  | TKO     | エゼキエル・オズバルト・マデルナ | アルゼンチン   | NABA防衛3 |
| 11           | 2016年12月23日 | ☆    | 1R 2:44  | TKO     | イシドロ・ラモニ・プリエト       | パラグアイ     | NABA防衛4 |
| 12           | 2017年11月11日 | ☆    | 12R 2:33 | KO      | エンリコ・コーリング             | ドイツ         | IBF世界ライトヘビー級王座決定戦                                                                              |
| 13           | 2018年10月6日  | ☆    | 4R 2:36  | KO      | カラム・ジョンソン               | イギリス       | IBF防衛1 |
| 14           | 2019年5月4日   | ☆    | 5R 0:13  | TKO     | ラディボェ・カライジッチ         | アメリカ合衆国 | IBF防衛2 |
| 15           | 2019年10月18日 | ☆    | 10R 2:49 | TKO     | オレクサンドル・グウォジク       | ウクライナ     | WBC・IBF世界ライトヘビー級王座統一戦 WBC獲得・IBF防衛3                                                       |
| 16           | 2021年3月20日  | ☆    | 10R 1:34 | KO      | アダム・デインズ                 | ドイツ         | WBC防衛1・IBF防衛4                                                                                           |
| 17           | 2021年12月17日 | ☆    | 9R 0:46  | KO      | マーカス・ブラウン               | アメリカ合衆国 | WBC防衛2・IBF防衛5                                                                                           |
| 18           | 2022年6月18日  | ☆    | 2R 2:19  | TKO     | ジョー・スミス・ジュニア         | アメリカ合衆国 | WBC・IBF・WBO世界ライトヘビー級王座統一戦 WBC防衛3・IBF防衛6・WBO獲得                                        |
| 19           | 2023年1月28日  | ☆    | 8R 2:01  | TKO     | アンソニー・ヤード               | イギリス       | WBC防衛4・IBF防衛7・WBO防衛1                                                                                 |
| 20           | 2024年1月13日  | ☆    | 7R 2:00  | TKO     | カラム・スミス                   | イギリス       | WBC防衛5・IBF防衛8・WBO防衛2                                                                                 |
| 21           | 2024年10月12日 | ☆    | 12R      | 判定2-0 | ディミトリー・ビボル             | ロシア         | WBA・WBC・IBF・WBO世界ライトヘビー級王座統一戦 WBC防衛6・IBF防衛9・WBO防衛3 WBA・IBO・リングマガジン王座獲得 |
| 22           | 2025年2月22日  | ★    | 12R      | 判定0-2 | ディミトリー・ビボル             | ロシア         | WBA・WBC・IBF・WBO・IBO・リングマガジン王座陥落                                                              |
| 23           | 2025年11月22日 | -    | -        | -       | デオン・ニコルソン               | アメリカ合衆国 | 試合前 |
| テンプレート |                |      |          |         |                                  |                | |

## 獲得タイトル
- NABA北米ライトヘビー級王座
- NABO北米ライトヘビー級王座
- IBF北米ライトヘビー級王座
- WBOインターナショナルライトヘビー級王座
- WBC世界ライトヘビー級王座（防衛6)
- IBF世界ライトヘビー級王座（防衛9)
- WBO世界ライトヘビー級王座（防衛3)
- WBA世界ライトヘビー級スーパー王座（防衛0）
- IBО世界ライトヘビー級王座（防衛0）
- リングマガジン世界ライトヘビー級王座

## ペイ・パー・ビュー売上げ
| 開催年月日    | イベント                                            | 販売件数         | テレビ局 | 備考               |
| ------------- | --------------------------------------------------- | ---------------- | -------- | ------------------ |
| 2025年2月22日 | アルツール・ベテルビエフ vs. ディミトリー・ビボル 2 | 4万5千件（米国） | DAZN     | 26ドル             |
| 2025年2月22日 | アルツール・ベテルビエフ vs. ディミトリー・ビボル 2 | 30万件（世界）   | DAZN     | 20英ポンド、3100円 |